# Acrapex curvata
Acrapex curvata is een vlinder van de familie van de uilen (Noctuidae). De wetenschappelijke naam van deze soort is voor het eerst voorgesteld door George Francis Hampson in een publicatie uit 1902.
De soort komt voor in Kenia en Zuid-Afrika.